# ODINUS
ODINUS (Origins, Dynamics, and Interiors of the Neptunian and Uranian Systems)는 ESA의 코스믹 비전 M5의 후보 탐사선이었으나 최종 후보 선출에서 떨어진 탐사선이다. 목적은 천왕성과 해왕성의 각각의 탐사선을 1개씩 보내고 두 행성의 자세한 특성을 파악하는 것이 목적이다.

## 발사
2034년 발사가 목표였다.

## 지원, 개발, 투자
- ESA

## 같이 보기
- 해왕성 탐사
- 천왕성 탐사
- 천왕성 궤도선 및 탐사정
- MUSE (탐사선)
- 오케아노스 (천왕성 탐사선)
- 천왕성 패스파인더